# Popis hrvatskih veleposlanika u Bosni i Hercegovini
Republika Hrvatska i Bosna i Hercegovina održavaju diplomatske odnose od 21. srpnja 1992. Sjedište veleposlanstva je u Sarajevu.

## Veleposlanici
Veleposlanstvo Republike Hrvatske u Bosni i Hercegovini osnovano je odlukom predsjednika Republike od 23. rujna 1992.
| Veleposlanik     | Postavljenje       | Opoziv              | Sjedište |
| ---------------- | ------------------ | ------------------- | -------- |
| Zdravko Sančević | 29. rujna 1992.    | 1. siječnja 1996.   | Sarajevo |
| Darinko Bago     | 5. siječnja 1996.  | 31. siječnja 1999.  | Sarajevo |
| Damir Zorić      | 29. siječnja 1999. | 31. listopada 2000. | Sarajevo |
| Josip Vrbošić    | 24. svibnja 2001.  | 15. prosinca 2008.  | Sarajevo |
| Tonči Staničić   | 16. prosinca 2008. | 31. kolovoza 2013.  | Sarajevo |
| Ivan del Vechio  | 1. listopada 2013. |                     | Sarajevo |

## Vanjske poveznice
- Bosna i Hercegovina na stranici MVEP-a